# 至尊街头魔法王
《至尊街頭魔法王》（英語：Street Sorcerers 3）是香港電視廣播有限公司拍攝製作的魔术真人秀節目，全節目共10集，由林盛斌、甄澤權、吳若希擔任主持。本節目於2015年3月30日起逢星期一至五晚上22:30-23:00於翡翠台、高清翡翠台播出，並於myTV提供節目重溫。此節目為魔術師甄澤權（Louis Yan）首個及香港電視史上首位魔術師個人擔崗演出的魔術節目。因上一個節目《你健康嗎？》反应良好，由原定10集增至15集，本節目需要顺延一星期首播。

## 每集內容
| 集數 | 播映日期 | 主題                      | 嘉賓           |
| 01   | 3月30日  | 街頭魔法王載譽歸來        | 苗僑偉         |
| 02   | 3月31日  | 魔術師的手提電話          | 蘇志威         |
| 03   | 4月1日   | 涼茶店無本生利有辦法      | 黃山怡         |
| 04   | 4月2日   | 零食店移形換影大法        | 敖嘉年         |
| 05   | 4月3日   | 隨身筆盒藏體內            | 狄易達         |
| 06   | 4月6日   | 天后廟「出貓」求出好籤    | 梁烈唯         |
| 07   | 4月7日   | 便利店無限杯麵任你嚐      | 鄭俊弘         |
| 08   | 4月8日   | 人魚合作施展驚人魔法      | 洪卓立、敖嘉年 |
| 09   | 4月9日   | 龍蝦湯中釣生猛龍蝦        | 陳奐仁         |
| 10   | 4月10日  | 昔日憑空出現 今天憑空消失 | 麥長青、歐瑞偉 |

## 環節

### Louis決戰甄澤權
此環節是讓魔術師甄澤權挑戰其曾在上兩輯表演的魔術並把魔術升級。例如第一輯《街頭魔法王》把叉燒飯變為餐蛋麵，而在這輯的第四集甄澤權把叉燒飯變為半叉燒飯半餐蛋麵。

## 口號
- 至尊魔法 夠型夠格
- Magic一秒間 千祈咪眨眼

## 爭議

### 杯麵魔術穿幫事件

#### 拍攝過程
2015年4月11日，facebook瘋傳一段Louis（甄澤權）表演「杯麵魔術」時的穿崩短片，Louis、Bob（林盛斌）和吳若希在一家便利店門外拍攝錄影片段，表演把沒有麵條的杯麵紙杯變為裝有麵條。片段中可看見Louis拿着一個空的杯麵講解時，Bob與吳若希如常興奮說對白過場，但網民從另一角度拍攝到，Louis的魔術助手持有一個裝著杯麵的容器躲在便利店的門後，Louis則把右手放在身後與爬出便利店門外的助手接應，助手把裝有麵條的杯麵送到Louis的右手後，便迅速爬走。之後，電視台的攝影師配合Louis，利用拍攝角度，令電視觀眾看不到Louis把有麵條的容器插入他手持的紙杯。雖然電視觀眾局限於攝影機被攝影師調整後的狹窄角度，未能看見Louis只是簡單地把裝有麵條的容器放入空的紙杯，但在Louis身旁的Bob、吳若希和現場工作人員，都可以看到插入杯麵容器的過程。到「杯麵魔術」表演完成後，Louis繼續自我陶醉歡呼魔術成功，而Bob、吳若希則大讚Louis表演精彩。

#### 網上討論
事件在網上引起討論，有網友不滿節目的手法是「欺騙電視觀眾」，亦有網民對魔術被揭穿表示同情，更叫Louis加油。網上的討論其後被報章報導，有聲稱是「杯麵魔術」的原創者批評Louis抄襲，質疑他的魔術是用鏡頭呃人，小朋友都做到，其水平並非職業魔術師。

#### 表演者及演藝界人士意見
Louis接受電話查詢時表示不開心，坦言拍攝者有點惡意，而每一個魔術都經團隊用一個甚至兩星期去構思而成，覺得此片段破壞團隊的一番心血。問到若再次拍攝同類節目，會考慮要求拍攝隊伍清場。而該節目主持之一的林盛斌在網上留言怒斥拍片者缺德。另一方面，黃秋生認為街頭表演魔術應有足夠表演技術，不應怪罪踢爆「杯麵魔術」的網民沒有道德。袁彌明則評論「街頭魔術衰極都唔會有人響後面遞野出黎咁肉酸，咁係個鏡頭玩魔術，唔係魔術師既技巧」，認為這個表演根本不算是魔術，純粹攝影機的拍攝技巧。有報章評論該表演「只是跟攝製隊串通好，用鏡頭遷就的模式愚弄觀衆，這只能說是視覺效果，而不是甚麼魔術」，電視台應正視自己的失誤，而不是推卸責任，遷怒於真正受害的觀眾。

## 收視
以下為本節目於香港無綫電視翡翠台、高清翡翠台之收視紀錄：
| 週次 | 集數  | 日期                 | 平均收視 |
| ---- | ----- | -------------------- | -------- |
| 1    | 01-05 | 2015年3月30日-4月3日 | 21點     |
| 2    | 06-10 | 2015年4月6日-4月10日 | 22點     |

## 外部連結
- 無綫電視節目網頁 - 至尊街頭魔法王（页面存档备份，存于）

## 電視節目的變遷
| 香港無綫電視翡翠台、高清翡翠台 星期一至五 22:30-23:00 時段 | 香港無綫電視翡翠台、高清翡翠台 星期一至五 22:30-23:00 時段 | 香港無綫電視翡翠台、高清翡翠台 星期一至五 22:30-23:00 時段 |
| ---------------------------------------------------------- | ---------------------------------------------------------- | ---------------------------------------------------------- |
|                                                            | 至尊街頭魔法王 （2015.03.30 - 2015.04.10）                 |                                                            |
| 你健康嗎？（第一輯） （2015.03.09 - 2015.03.27）           | 最佳男主角（第二輯） （2015.04.13 - 2015.04.24）           |                                                            |

| 香港無綫電視翡翠台 星期一至五 10:30-11:30 時段 | 香港無綫電視翡翠台 星期一至五 10:30-11:30 時段 | 香港無綫電視翡翠台 星期一至五 10:30-11:30 時段 |
| ---------------------------------------------- | ---------------------------------------------- | ---------------------------------------------- |
|                                                | 至尊街頭魔法王 （2015.08.18 - 2015.08.24）     |                                                |
| 街頭魔法王2 （2015.08.05 - 2015.08.17）        | 紫釵奇緣 （2015.08.25 - 2015.10.20）           |                                                |